# Polyporus indigenus
Polyporus indigenus är en svampart som beskrevs av I.J. Araujo & M.A. de Sousa 1981. Polyporus indigenus ingår i släktet Polyporus och familjen Polyporaceae.   Inga underarter finns listade i Catalogue of Life.